# Éamon Zayed
Éamon Zayed (Dublino, 4 ottobre 1983) è un ex calciatore irlandese naturalizzato libico, di ruolo attaccante.

## Carriera

### Nazionale
Nel 2011 debutta con la Nazionale libica.

## Palmarès

### Club

#### Competizioni internazionali
- Setanta Sports Cup: 3

Drogheda Utd: 2006, 2007
Sligo Rovers: 2014

#### Competizioni nazionali
- Campionato irlandese: 1

Drogheda Utd: 2007
- Coppa d'Irlanda: 2

Sporting Fingal: 2009
Derry City: 2012
- Coppa di Lega irlandese: 1

Derry City: 2011

### Individuale
- Capocannoniere del League of Ireland: 1

2011 (22 reti)